# 244 (nombre)
Cet article concerne le nombre 244. Pour les années, voir 244 et 244 av. J.-C..
Le nombre 244 (deux cent quarante-quatre) est l'entier naturel qui suit 243 et qui précède 245.

C'est :
- un nombre nontotient,
- un nombre noncototient,
- un auto nombre,
- un nombre 42-gonal.